# 番茄花园侵权案
番茄花园侵权案，即2008年商业软件联盟诉番茄花园侵犯著作权案。被告人洪磊等制作并在互联网免费传播Windows XP操作系统的修改版，因而侵犯了微软的著作权。2009年8月20日，苏州市虎丘区人民法院对“番茄花园”涉嫌侵犯著作权一案做出一审判决，主犯洪磊被判三年半，并罚款100万元人民币，其他涉案人员也被判刑及罚款。

## 起因

### 盗版及修改版Windows XP的可行性
有鉴于之前Windows版本被大量盗版的情况，微软在Windows XP中引入了产品激活的机制，即：在正常情况下的零售状态下，新安装的Windows XP操作系统会在初次启动时收集信息，并要求进行联网激活或者电话激活；不激活则只有30日的使用期限。但由于种种限制，Windows XP的产品激活机制未有引入批量授权版本，使得任何用户可以使用批量授权版本的Windows XP 专业版及配套的序列号以获得永久使用的正版授权的Windows XP系统。在正常情况下，这些批量授权序列号应当是各大企业的最高机密，但部分序列号因部分管理员的疏漏被泄露出去。
而修改版Windows的可行性则在于Windows XP的安装文件的封装形式。Windows XP仍然使用传统Windows的CAB+INF封装（即，每一个文件都或不压缩，或通过CAB格式压缩，并且使用INF文件指示安装程序的操作），故理论上只需修改INF文件的部分章节即可以修改Windows XP的安装逻辑，以达到预装驱动程序、软件、“优化”的效果。2006年，MSFN论坛的某个成员制作了nLite，更使得人人皆可以完成有关的修改工作。

### 番茄花园版Windows XP
番茄花园版Windows是中国使用率非常高的盗版XP破解修改版，截至2008年已有五年的发展历史，据一些业内人士估测番茄花园盗版的XP操作系统在中国可能有超过一千万装机数量。番茄花园对XP系统进行美化并推出多种主题包。在“番茄花园”系列中微软的反盗版验证被取消，同时集成各种装机必备的常用软件（其中不乏共享软件、商业软件甚至流氓软件），无人值守全自动一键安装。番茄花园作者洪磊更通过在盗版系统中内置流氓软件，收取易趣、雅虎等公司200多万元人民币的广告推广费用。

### 主犯
洪磊（1978年－），男，网名“累累”，苏州市虎丘区人，自2003年起制作番茄花园版Windows XP。

## 案发
2008年8月15日，洪磊被警方调查，番茄花园网站被关闭，此后引發网络多方关注。
番茄花园作者被捕正值《中华人民共和国反垄断法》正式实行的第二周，微软（中国）有限公司董事长张亚勤接受《第一财经日报》独家专访时就《反垄断法》表态：“由于微软大部分以非正版方式存在，正版产品市场份额很小，因此微软在中国构成垄断的前提不存在。”在一些调查中显示中国网民使用过番茄花园或类似的修改版操作系统的比例有六成之多，使用原版XP的网民不足一成，所以微软还没因垄断而被起诉。

## 判决
2009年8月20日，苏州市虎丘区人民法院对“番茄花园”涉嫌侵犯著作权一案做出一审判决，主犯洪磊被判三年半，并处罚金100万元。此外，在本案中全面策划并操控“番茄花园”商业运作的孙显忠亦被判处有期徒刑三年半，并处罚金100万元；被告张天平、梁焯勇分别被判处有期徒刑二年，并处罚金10万元；被告单位成都共软网络科技有限公司被判处没收违法所得292万余元，并处罚金877万余元。
2011年9月14日洪磊刑满释放（出狱），减刑5个月。

## 影响

### 修改版Windows的退出和转型
与番茄花园同时尚有雨林木风、深度技术、电脑公司、萝卜家园等多款Windows XP修改版。深度技术论坛在第一时间删除了全部改版Windows讨论帖，此后更吸收Hiweed Linux的开发组，改为发行基于Debian的“深度操作系统”；雨林木风亦转型发行Linux系统“Ylmf OS”及创立115网盘。萝卜家园则因为继续制作修改版Windows而被查封。

### 微软的转变
2008年10月，微软宣布在中国将Office 2007（单授权版）降价促销至199元。此后微软逐渐降低中国以及全球用户使用正版软件的成本，以至于在2011年发布可以月订阅并使用最新版本的Office 365，2014年推出与专业版功能相差无几的Visual Studio社区版，以及2015年宣布Windows 10一年免费更新。

### 新闻专题
- 微软状告“番茄”为何引发关注（央视网）
- 微软打击盗版 番茄花园翻船（人民网）
- 番茄花园站长洪磊被拘（腾讯科技）（页面存档备份，存于）
- 番茄花园版Windows XP作者被捕（网易科技）（页面存档备份，存于）
- 番茄花园版XP作者被拘留（搜狐IT）
- 番茄花园版WinXP作者被拘（新浪科技）（页面存档备份，存于）
- 谁谋杀了番茄花园（华军资讯）